# 예방
예방(豫防)은 예상되는 악화에 미리 대비하는 것을 말한다.

## 분류
- 범죄 예방
- 재난 예방
- 질병 예방

## 같이 보기
- 예방의학
- 면역 여권